# Seascale

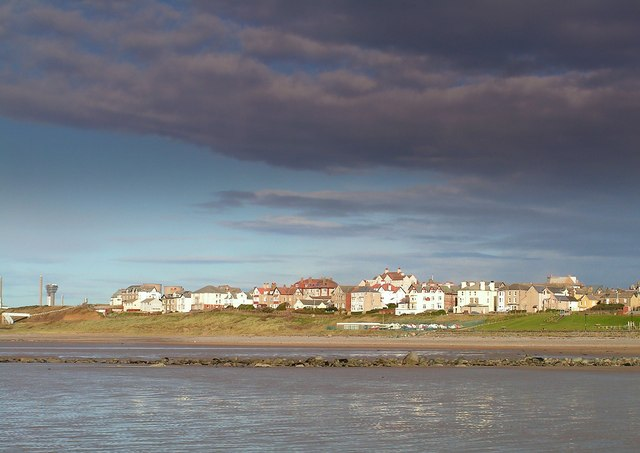
Seascales Küstenlinie

Seascale ist eine mittelalterlich geprägte Kleinstadt im Distrikt Cumbria an der irischen See in Nordwest-England. Seascale hat eine Bevölkerungszahl von rund 8.000.

## Wirtschaft
Es fungiert vor allem auch und seit Jahrzehnten als Wohndomizil eines größeren Teils der Belegschaft der atomaren Wiederaufarbeitungs-Anlage Sellafield. Weiter stützt man sich wirtschaftlich mit einigen historischen Sehenswürdigkeiten und der Meeresstrand-Lage auf Tourismus-Aktivitäten. Seascale hat auch einen Eisenbahn-Anschluss.

## Wiederaufarbeitungsanlage
Internationale Bekanntheit erlangte die Stadt durch die Nähe (rund 1,5 Kilometer) zur Wiederaufarbeitungs-Anlage Sellafield. Diese zeigt nicht nur positive wirtschaftliche Auswirkungen. Vielmehr wird in der Bevölkerung seit längerem ein signifikanter Leukämie-Cluster registriert, eine gegenüber dem Landes-Durchschnitt um das mehrfache erhöhte Rate von Blutkrebs-Erkrankungen (vgl. dazu auch Kernkraftwerk Krümmel). Diese wird vor allem von der Anlage kritisch gegenüberstehenden Kreisen auf deren Radioaktivitäts-Emissionen zurückgeführt. In der Stellungnahme der Strahlenschutzkommission Ionisierende Strahlung und Leukämieerkrankungen von Kindern und Jugendlichen vom 18. August 1994
heißt es dazu, dass in Seascale für den Zeitraum 1950-1983 eine auffällige Häufung von Leukämieerkrankungen bei Kindern und Jugendlichen beobachtet worden war, dies sei jedoch kein Trend, der darauf hindeutet, daß diese Häufigkeit mit zunehmender Nähe zur Anlage steigt.